# Associazione Calcio Prato 1986-1987
Questa pagina raccoglie le informazioni riguardanti l'Associazione Calcio Prato nelle competizioni ufficiali della stagione 1986-1987.

## Rosa
| N. |                   | Ruolo | Calciatore          |
| -- | ----------------- | ----- | ------------------- |
|    | Italia (bandiera) | P     | Gianluca Berti      |
|    | Italia (bandiera) | C     | Giuseppe Carillo    |
|    | Italia (bandiera) | A     | Giovanni Ceccarini  |
|    | Italia (bandiera) | C     | Massimo Ceccaroni   |
|    | Italia (bandiera) | D     | Carlo Cornacchia    |
|    | Italia (bandiera) | A     | Davide Del Nero     |
|    | Italia (bandiera) | C     | Oliviero Di Stefano |
|    | Italia (bandiera) | D     | Stefano Guerra      |
|    | Italia (bandiera) | C     | Enrico Gutili       |
|    | Italia (bandiera) | C     | Roberto Labadini    |
|    | Italia (bandiera) | C     | Gabriele Landi      |

| N. |                   | Ruolo | Calciatore           |
| -- | ----------------- | ----- | -------------------- |
|    | Italia (bandiera) | D     | Sandro Loi           |
|    | Italia (bandiera) | D     | Massimo Marchini     |
|    | Italia (bandiera) | A     | Franco Marescalco    |
|    | Italia (bandiera) | D     | Ugo Napolitano       |
|    | Italia (bandiera) | C     | Antonino Santonocito |
|    | Italia (bandiera) | A     | Valentino Spelta     |
|    | Italia (bandiera) | D     | Marco Taffi          |
|    | Italia (bandiera) | C     | Alessio Torracchi    |
|    | Italia (bandiera) | A     | Stefano Turchi       |
|    | Italia (bandiera) | P     | Antonio Vettore      |
|    | Italia (bandiera) | D     | Sandro Vignini       |

## Risultati

### Campionato

#### Girone di andata
| 21 settembre 1986 1ª giornata | Prato | 0 – 0 | Virescit Bergamo |  |

| 28 settembre 1986 2ª giornata | Spezia | 0 – 0 | Prato |  |

| 5 ottobre 1986 3ª giornata | Prato | 1 – 0 | Rimini |  |

| 12 ottobre 1986 4ª giornata | Ancona | 0 – 0 | Prato |  |

| 19 ottobre 1986 5ª giornata | Prato | 2 – 0 | Lucchese |  |

| 26 ottobre 1986 6ª giornata | Mantova | 0 – 0 | Prato |  |

| 2 novembre 1986 7ª giornata | Prato | 1 – 2 | Reggiana |  |

| 9 novembre 1986 8ª giornata | Trento | 0 – 0 | Prato |  |

| 16 novembre 1986 9ª giornata | Prato | 1 – 0 | Monza |  |

| 23 novembre 1986 10ª giornata | Fano | 2 – 1 | Prato |  |

| 30 novembre 1986 11ª giornata | Prato | 2 – 1 | Legnano |  |

| 7 dicembre 1986 12ª giornata | Prato | 0 – 0 | Rondinella |  |

| 14 dicembre 1986 13ª giornata | Piacenza | 2 – 1 | Prato |  |

| 21 dicembre 1986 14ª giornata | Prato | 0 – 0 | Carrarese |  |

| 4 gennaio 1987 15ª giornata | SPAL | 1 – 1 | Prato |  |

| 11 gennaio 1987 16ª giornata | Prato | 0 – 1 | Padova |  |

| 18 gennaio 1986 17ª giornata | Centese | 0 – 0 | Prato |  |

#### Girone di ritorno
| 25 gennaio 1987 18ª giornata | Virescit Bergamo | 2 – 0 | Prato |  |

| 1º febbraio 1987 19ª giornata | Prato | 2 – 0 | Spezia |  |

| 8 febbraio 1987 20ª giornata | Rimini | 1 – 0 | Prato |  |

| 15 febbraio 1987 21ª giornata | Prato | 0 – 0 | Ancona |  |

| 22 febbraio 1987 22ª giornata | Lucchese | 1 – 0 | Prato |  |

| 1º marzo 1987 23ª giornata | Prato | 1 – 0 | Mantova |  |

| 8 marzo 1987 24ª giornata | Reggiana | 1 – 0 | Prato |  |

| 15 marzo 1987 25ª giornata | Prato | 0 – 0 | Trento |  |

| 29 marzo 1987 26ª giornata | Monza | 0 – 0 | Prato |  |

| 5 aprile 1987 27ª giornata | Prato | 1 – 1 | Fano |  |

| 18 aprile 1987 28ª giornata | Legnano | 0 – 0 | Prato |  |

| 26 aprile 1987 29ª giornata | Rondinella | 1 – 1 | Prato |  |

| 3 maggio 1987 30ª giornata | Prato | 0 – 0 | Piacenza |  |

| 17 maggio 1987 31ª giornata | Carrarese | 0 – 1 | Prato |  |

| 24 maggio 1987 32ª giornata | Prato | 0 – 0 | SPAL |  |

| 31 maggio 1987 33ª giornata | Padova | 3 – 0 | Prato |  |

| 7 giugno 1987 34ª giornata | Prato | 2 – 1 | Centese |  |